# الجالينوس
الجالينوس (بالفارسية: گلینوش) (توفي في نوفمبر 636) أحد نبلاء الأرمن وقائد في الجيش الساساني قبل سقوط الإمبراطورية الساسانية. تولى قيادة كتيبة ميمنة القلب في معركة القادسية التي وقعت مع المسلمين. وكان قائد الحرس لكسرى الثاني فترة اعتقاله. قتله زهرة بن الحوية التميمي في معركة القادسية.